# Werbach
Werbach – miejscowość i gmina w Niemczech, w kraju związkowym Badenia-Wirtembergia, w rejencji Stuttgart, w regionie Heilbronn-Franken, w powiecie Main-Tauber, wchodzi w skład wspólnoty administracyjnej Tauberbischofsheim. Leży nad rzeką Tauber, ok. 6 km na północ od Tauberbischofsheim, przy linii kolejowej Aschaffenburg–Crailsheim.